# La Guingueta d’Àneu
La Guingueta d'Àneu – gmina w Hiszpanii, w prowincji Lleida, w Katalonii, o powierzchni 108,47 km². W 2011 roku gmina liczyła 341 mieszkańców.